# مورچه‌مرغ بال‌ساده
مورچه‌مرغ بال‌ساده (نام علمی: Thamnophilus schistaceus)، که گاهی آن را مورچه‌مرغ کلاه‌سیاه نیز می‌نامند، گونه‌ای از پرندگان در زیرتیرهٔ Thamnophilinae از تیرهٔ مورچه‌مرغان (Thamnophilidae) «نمادین» است که در بولیوی، برزیل، کلمبیا، اکوادور و پرو یافت می‌شود.